# Javad Kazemian
Javad Kazemian (Caxã, 23 de abril de 1981) é um ex-futebolista profissional iraniano, que atuava como atacante.

## Carreira
Kazemian representou a Seleção Iraniana de Futebol na Copa da Ásia de 2007, e na Copa do Mundo de 2006.